# Резолюция 165 на Съвета за сигурност на ООН
Резолюция 165 на Съвета за сигурност на ООН е приета единодушно на 21 септември 1961 г. по повод кандидатурата на Сиера Леоне за членство в ООН. С Резолюция 161 Съветът за сигурност препоръчва на Общото събрание на ООН Сиера Леоне да бъде приета за член на Организацията на обединените нации.